# Klima-Uhr

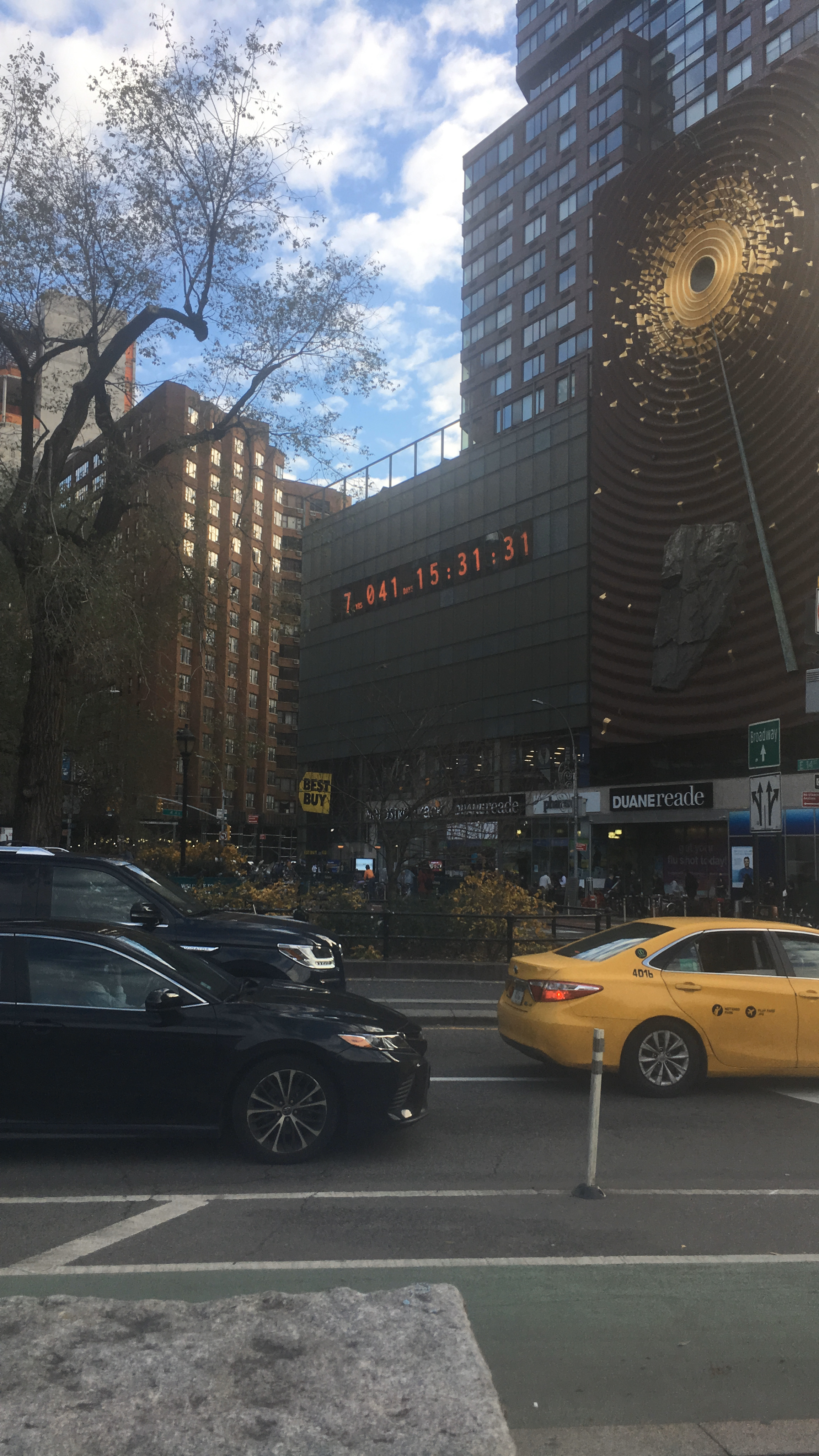
Uhr am New Yorker Union Square (2020)

Eine Klima-Uhr (auch Klimauhr oder CO2-Uhr, engl. climate clock) ist ein Countdown, der anzeigt, wann die Treibhausgasemission bei aktuellen Emissionstrends eine Menge erreicht, die zu katastrophalen Ausmaßen der globalen Erwärmung führt. Sie soll eine anschauliche Darstellung des Fortschritts beim Klimaschutz geben. Die Uhr läuft an dem Tag ab, an dem eine Menge an Treibhausgasen voraussichtlich emittiert worden ist, die zukünftig dazu führt, dass sich die globale Durchschnittstemperatur um 1,5 °C gegenüber dem Wert von 1850–1900 vor dem industriellen Zeitalter erhöht. Es gibt auch Countdowns für eine um 2 °C erhöhte Temperatur. Die bekannteste Version der Uhr ist seit 2020 als LED-Display an einer Gebäudefassade am New Yorker Union Square zu sehen.

## Geschichte
Im Jahr 2015 erstellte das Human Impact Lab der Concordia University die Website climateclock.net. 2018 entstand das Kunstprojekt The 2° Window, das einen Countdown zeigt, wann eine Erhöhung um 2 °C erwartet wird. Das Projekt wurde in einigen Kunstgalerien installiert. Im September 2018 errichtete Fridays for Future am historischen Gasometer in Berlin-Schöneberg eine 40 Meter hohe Uhr, deren Daten vom Mercator Research Institute on Global Commons and Climate Change bereitgestellt wurden.
Aufgrund der unterschiedlichen Berechnungsmodelle der einzelnen Projekte zeigen die Uhren unterschiedliche Werte an. Deshalb schlugen New Yorker Aktivisten vor, die Uhren zu synchronisieren. Sie stellten Greta Thunberg für ihre Rede vor der Generalversammlung der Vereinten Nationen eine tragbare Uhr zur Verfügung, die jedoch von den Sicherheitskontrollen nicht zugelassen wurde.
Am 21. September 2020 installierten sie den Countdown am New Yorker Metronome, einem Kunstwerk, das ursprünglich die aktuelle Uhrzeit einer Atomuhr anzeigte. Danach wurden in Seoul, Rom und Glasgow ebenfalls Uhren errichtet, die mit der New Yorker Climate Clock synchronisiert sind. Zwischen 29. November und 12. Dezember 2022 war eine Klima-Uhr im Prager Letná-Park aufgestellt. Im Dezember 2022 wurde die Einrichtung einer Klima-Uhr als LED-Wand in der Magdeburger Innenstadt beschlossen.
Die New Yorker Aktivisten haben eine Anleitung veröffentlicht, wie man selbst eine kleine Uhr wie die von Thunberg bauen kann. Auch fremde Websites können ein Skript einbinden, das eine synchronisierte Klima-Uhr anzeigt. Die taz hat seit 31. Oktober 2021 eine CO2-Uhr auf ihrer Website.

## Berechnung
Grundlage des Ablaufdatums bildet das Übereinkommen von Paris, in dem alle Staaten vereinbart hatten, den Anstieg der globalen Durchschnittstemperatur auf deutlich unter 2 °C (möglichst auf 1,5 °C) zu begrenzen. Verglichen mit den jahreszeitlichen Schwankungen erscheint das zwar nicht viel, doch im weltklimatischen Kontext hätte ein Anstieg um 2 °C verheerende Folgen.
Die verbliebene Zeit errechnet sich dann aus der aktuellen Treibhausgasemission im Verhältnis zum Treibhausgas-Budget. Das Budget bezeichnet hier die verbliebene Treibhausgasmenge, die zum Anstieg auf die Grenztemperatur führt.
Das MCC verwendet für seine Berechnung ausschließlich Daten des Weltklimarats. Die New Yorker Climate Clock bedient sich der Berechnung des MCC. Wegen einer Aktualisierung beim MCC auf der Grundlage neuer Daten zeigen die beiden Uhren geringfügig unterschiedliche Werte an. Die Uhr des Human Impact Labs verwendet aus den Berichten des Weltklimarats nur das Treibhausgas-Budget. Die aktuelle Emission entnehmen sie dem Global Carbon Project.